# Марко Шулер
Ма́рко Шу́лер (словен. Marko Šuler; нар. 9 березня 1983, Словень Градець, СФРЮ) —  словенський футболіст,  захисник  бельгійського «Гента» і збірної Словенії.

## Професіональні клуби
Вихованець клубу «Партизан» зі свого рідного міста Словень Градець. У 2001 році підписав свій перший професійний контракт з клубом «Дравоград», за який Марко виступав три роки. У 2004 році перейшов до «Гориці», у складі якої двічі ставав чемпіоном Словенії (у 2005 та 2006 роках). Всього за 4 сезони у «Гориці» Шулер провів 107 матчі і забив 7 м'ячів. У 2008 році перейшов у  бельгійський «Гент», підписавши контракт до середини 2013 року. У новому клубі дебютував 10 лютого в матчі проти «Зюлте-Варегема» і відразу ж відкрив рахунок голам за новий клуб 

## Міжнародна кар'єра
У національній збірній дебютував 26 березня 2008 в матчі проти збірної Угорщини. Перший гол за збірну забив 20 серпня 2008 року в товариському матчі проти збірної  Хорватії (2-3).

## Досягнення
«Дравоград»
- Фіналіст Кубка Словенії (1): 2003-04

«Гориця»
- Чемпіон Словенії (2): 2004-05, 2005-06
- Віце-чемпіон Словенії (1): 2006-07
- Фіналіст Кубка Словенії (1): 2004-05

«Гент»
- Володар Кубка Бельгії (1): 2008-09

«Хапоель» (Тель-Авів)
- Володар Кубка Ізраїлю (1): 2011-12
- Фіналіст Кубка Тото (1): 2011-12

«Легія» (Варшава)
- Чемпіон Польщі (1): 2012-13
- Володар Кубка Польщі (1): 2012-13

«Марибор»
- Чемпіон Словенії (4): 2013-14, 2014-15, 2016-17, 2018-19
- Володар Кубка Словенії (1): 2015-16
- Володар Суперкубка Словенії (1): 2014